# Брад Райт
Брад Райт (на английски: Brad Wright) е канадски сценарист и продуцент, известен с работата си по два популярни сериала по Sci-Fi Channel: „Старгейт SG-1“ и разклонението му „Старгейт: Атлантида“. Създава „Старгейт SG-1“ заедно с Джонатан Гласнър. Робърт Купър и Райт създават „Старгейт: Атлантида“ и двамата са продуценти на сериала.
Преди да започне работа по Старгейт вселената, е бил сценарист и един от изпълнителните продуценти на „До краен предел“. Писал е сценарии и за други сериали като „Неоновият ездач“, „Приключенията на черния жребец“, „Одисеята“, „Шотландски боец“, „Мадисън“ и „Полтъргайст“.
Появява се е два пъти в „Старгейт SG-1“ – като част от екипа в стотния епизод „Тунели в пространството: Екстемно!“ и като пародиен образ на Скоти от „Стар Трек“ в епизод „200“ и веднъж в Старгейт Atlantis в епизод „Vegas“.
През април 2007 като признание на усилията му да популяризира канадските сценаристи и на ролята му като главен сценарист в сериалите Старгейт, на Райт е връчена наградата „Шоурънър“ на Канадските награди за сценаристи в Торонто. През юли същата година печели наградата „Съзвездие“ за Най-добър научнофантастичен филм или телевизионен сценарий за епизода на „Старгейт SG-1“ със заглавие „200“.